# 부쿠레슈티 노면전차

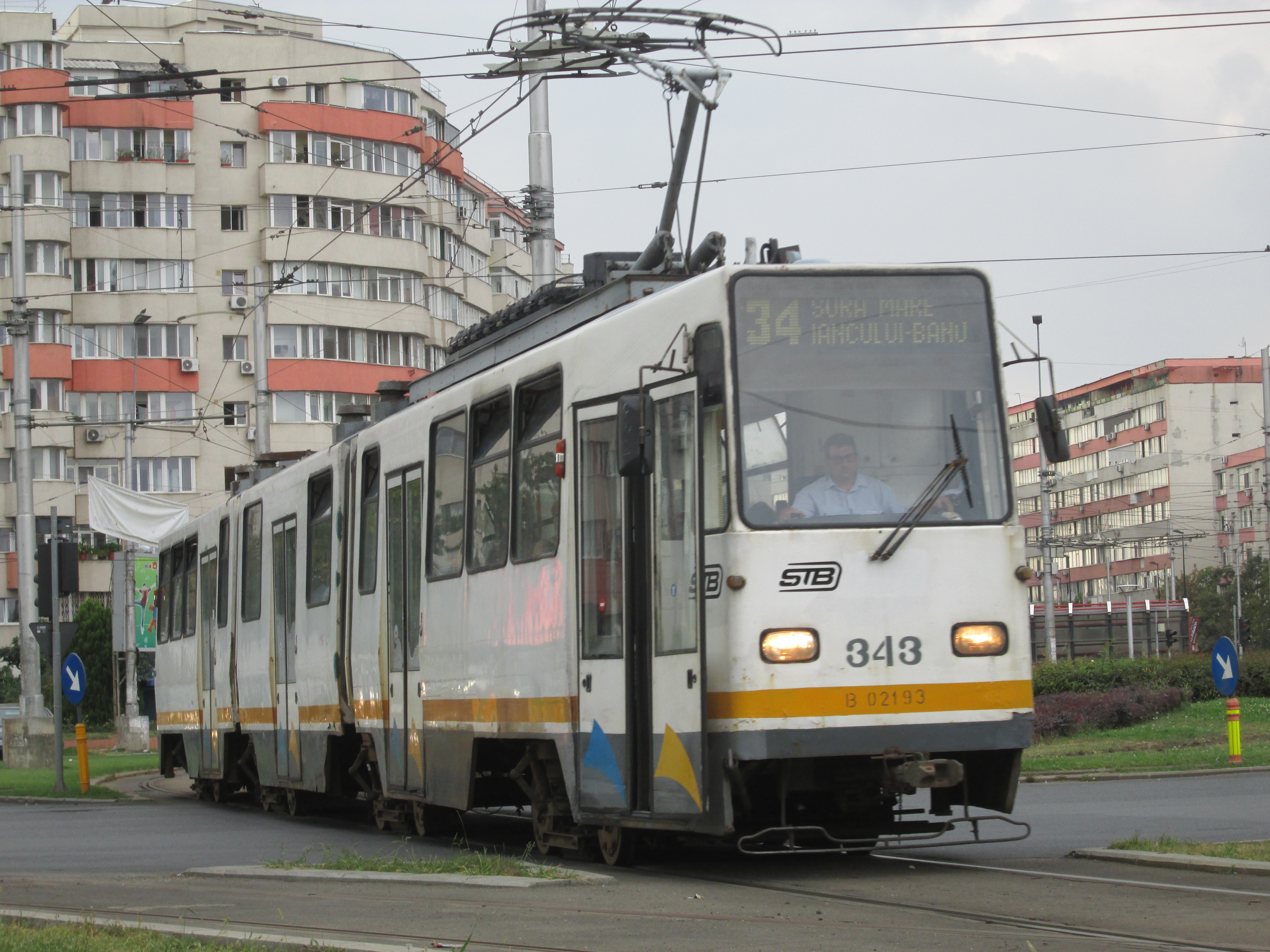
부쿠레슈티 노면전차

부쿠레슈티 노면전차(루마니아어: Tramvaiul din Bucureşti)는 루마니아 부쿠레슈티에서 운영되는 노면전차 시스템이다. 24개 노선으로 이루어져 있으며, 총 길이는 140km 이상이다. 부카레스트 교통회사(Societatea de Transport Bucureşti)가 운영한다.